# Bryconamericus simus
Bryconamericus simus är en fiskart som först beskrevs av Boulenger, 1898.  Bryconamericus simus ingår i släktet Bryconamericus och familjen Characidae. Inga underarter finns listade.